# ارمنی‌های عراق
ارمنی‌های عراق (ارمنی: Հայերն Իրաքում) جمعیت ارمنیان ساکن عراق است که جمعیتی حدود ۱۰۰۰۰ تا ۲۰۰۰۰ نفر را شامل می‌شود.